# مكبس تصنيع الأقراص
مكبس تصنيع الأقراص (بالإنجليزية: Tablet press)‏ هي آلة ميكانيكية تكبس المسحوق و تحوله إلى أقراص ذات حجم و وزن ثابت. يمكن استخدام مكبس تصنيع الأقراص في تصنيع أقراص لاستخدامات متنوعة، تتضمن المستحضرات الدوائية و المغذيات الدوائية و منتجات التنظيف و مستحضرات التجميل. لتصنيع الأقراص، يجب وضع مادة مسحوقة على شكل حبيبات في تجويف شكّله نقّاران و إسطمبة صاج، و يجب ضغط النقارين معًا من خلال استخدام قوة هائلة لدمج المواد معًا.
يتم تشكيل القرص بواسطة الضغط المتوافق بين النقارين و إسطمبة الصاج. في الخطوة الأولى من العملية، يتم إنزال النقار السفلي في إسطمبة الصاج مشكلًا تجويفًا يتم تغذيته بالمواد الخام. عمق النقار السفلي يمكن التحكم به بدقة ليسع كمية المسحوق المضافة إلى التجويف. يتم كشط الفائض من المواد من فوق إسطمبة الصاج و سحب النقار السفلي مؤقتًا إلى الأسفل و تغطيته لمنع التسرب. ثم يتم إسقاط النقار العلوي على المسحوق بالتزامن مع إزالة النقار المغطى. قوة الضغط العالي تتم بواسطة أسطوانات الضغط العالي التي تدمج المواد مع بعضها البعض لتشكل قرصًا صلبًا. بعد عملية الضغط يتم رفع النقار السفلي لإخراج الأقراص.
سلاسة عمل أداة تصميم الأقراص مهمة لضمان عملية ضغط أقراص متينة. الاعتبارات عند تصميم أداة ضغط الأقراص الدوائية تتضمن مجموعة أدوات و الرأس المسطح و زاوية أعلى الرأس و نصف قطر أعلى الرأس و زاوية الرأس الخلفية و ساق النقار. كما يجب ضمان جرعة واحدة من الدواء أداة تشكيل الأقراص يجب أن تضمن حجم و شكل النقش الموجود على القرص و خصائص فيزيائية أخرى للقرص مطلوبة من أجل التعرف على القرص.
هنالك نوعان من مكابس تصنيع الأقراص: المكابس ذات النقار الواحد و مكابس الأقراص الدوارة. معظم مكابس الأقراص ذات السرعة العالية تكون على شكل أبراج دوارة تمتلك أي عدد من النقارات. في حين التفاف النقارات حول البرج تكون تلمس النقارات الحدبات التي تحدد موضع النقارات العمودي. النقارات و إسطمبات الصاج تكون مصنوعة حسب الطلب لكل استخدام، و يمكن تصنيعها بأحجام و أشكال مختلفة و يمكن تصنيعها بشكل مخصص لجعل القرص أسهل في الكسر. بالاعتماد على حجم و شكل و قوة الضغط للقرص، تستطيع عمليات تصنيع الأقراص بواسطة الضغط الحديثة إنتاج من 250,000 إلى أكثر من 1,700,000 قرص بالساعة.